# Agents of Fortune
Agents of Fortune är ett hårdrocksalbum av Blue Öyster Cult släppt i maj 1976. Det är gruppens mest framgångsrika studioalbum och hade 1992 sålt Platina i USA. På albumet finns gruppens kändaste låt med, "(Don't Fear) The Reaper". Den nådde #12 på singellistan Billboard Hot 100. Låten var senare även med i en scen i skräckfilmen Alla helgons blodiga natt. Albumet i sin helhet har en ganska mörk ton. På skivomslaget syns en frackklädd man som håller i ett antal tarotliknande kort.

## Låtlista
1. "This Ain't the Summer of Love" (Albert Bouchard/Murray Krugman/Dave Waller) - 2:20
2. "True Confessions" (Allen Lanier) - 2:56
3. "(Don't Fear) The Reaper" (Donald Roeser) - 5:08
4. "E.T.I. (Extra Terrestrial Intelligence)" (Sandy Pearlman/Donald Roeser) - 3:43
5. "The Revenge of Vera Gemini" (Albert Bouchard/Patti Smith) - 3:48
6. "Sinful Love" (Albert Bouchard/Helen Robbins) - 3:28
7. "Tattoo Vampire" (Albert Bouchard/Helen Robbins) - 2:40
8. "Morning Final" (Joe Bouchard) - 4:14
9. "Tenderloin" (Allen Lanier) - 3:54
10. "Debbie Denise" (Albert Bouchard/Patti Smith) - 4:10

## Listplaceringar
| Lista (1976)   | Position               |
| -------------- | ---------------------- |
| Australien     | 53 (Kent Music Report) |
| Finland        | 18                     |
| Kanada         | 28 (RPM)               |
| Storbritannien | 26 (UK Albums Chart)   |
| Sverige        | 10 (Sverigetopplistan) |
| USA            | 29 (Billboard 200)     |